# Kesselhaus (Winterthur)
Das Kesselhaus in Winterthur im Kanton Zürich in der Schweiz wurde bis 1957 errichtet. Das Gebäude im Stil der Moderne ist «städtebaulich besonders prägnant» und prägt die Nordostspitze des Sulzer-Areals. Als «erhaltenes Einzelelement» des Industriegebiets ist es ein wichtiger Teil des «Ortsbilds von nationaler Bedeutung» im Inventar der schützenswerten Ortsbilder der Schweiz (ISOS). Das Gebäude liegt an der Zürcherstrasse und steht unter Denkmalschutz.

## Lage
Das Sulzer-Areal nimmt den Norden des Quartiers Tössfeld ein, das dort an Neuwiesen grenzt. Die Winterthurer Altstadt liegt nordöstlich jenseits der Bahnanlagen des «Hauptbahnhofs». Die ehemalige Fabrik grenzt im Süden und Südwesten an die «Lokstadt». Die «Zürcherstrasse» ist eine Haupteinfall und -ausfallachse der sechstgrössten Schweizer Stadt.

## Geschichte

Ansicht um 1907, der hohe Kamin bezeichnet die Position des Kesselhauses

Das Gebäude wurde seit der Wende zum 20. Jahrhundert als Energiezentrale der Firma Sulzer genutzt. Nach den Entwürfen des Architekturbüros Suter & Suter, Basel, und des Ingenieurs Arnold Sabathy wurde von 1954 bis 1957 das Gebäude komplett umgebaut und unter Einbezug der Maschinenhalle des Vorgängerbaus eine neue, leistungsstärkere Kesselanlage errichtet.
Mit dem Umzug des Unternehmens nach Oberwinterthur entstanden Zwischennutzungen und eine steigende Nachfrage nach urbanem Wohnen und Arbeiten. Ein Projektentwickler legte 1998 beim «Hauptmagazin G48» einen Grundstein für Umnutzungen des Areals. Das Kesselhaus wurde seit 2008 zu einem Multiplex-Kino mit sechs Sälen für 1068 Zuschauer umgebaut. Es wurde im September 2010 eröffnet. Daneben waren und sind weitere Firmen, unter anderem Elektrofachmärkte und Gastronomiebetriebe eingemietet.
Der Platz vor dem «Kesselhaus» wurde im Zuge der Neugestaltung der «Rudolfstrasse» ebenfalls neu angelegt.

## Denkmalschutz und Bedeutung
Mit zwei Hochkaminen aus Metall und einer zur Stadt hin abgerundeten Front prägt das Kesselhaus die Einfahrt zu den Quartieren westlich der Bahnanlagen. Unter Denkmalschutz stehen die vollständige Fassade, die Kohlesilos und die innere Gebäudestruktur des Kesselhauses. Beim Umbau waren durch die Auflagen der Denkmalpflege der Industrie-Charakter des Gebäudes und bestehende Industriebauteile «mit all ihren Spuren» zu erhalten. Die drei Kohlesilos prägen den 18 Meter hohen Raum der Bar «Boilerroom».
Nach Süden schliesst sich das «Hauptmagazin G48» an. Das ebenfalls denkmalgeschützte Gebäude aus dem Jahre 1912 wurde zu Loftwohnungen umgebaut. Die sich an der Zürcherstrasse anschliessende Industriehalle konnte aufgestockt werden. Sie wurde «Pionierpark» genannt und beherbergt Büros, Geschäfte und Gastronomie. Die mit der Kesselhalle beginnende Strassenfront ist über eine Länge von 800 Metern unter Schutz gestellt.